# Daniel Sea
Daniel Sea est une personnalité du monde du cinéma et de la musique américain née le 1er janvier 1977. Daniel s'est fait remarquer dans la série The L Word et fait partie du groupe Bitch and The Exciting Conclusion.

## Biographie
Daniel a grandi à Malibu en Californie et a été élevé par des parents appartenant au courant hippie. Alors qu'il était enfant, son père a fait un coming-out gay. Son beau-père lui a appris à surfer et ils ont déménagé à Hawaï.
À 16 ans, il quitte L.A. et s'installe à Bay Area dans la région de San Francisco "comme tout bon enfant gay." Pendant son passage à Berkeley, il rejoint l'espace Gilman Street Project, un groupe d'artistes qui se revendique DIY, punk, féministe. Il étudie l'improvisation à Laney College, et joue en tant que musicien dans plusieurs groupes de punk rock, dont les groupes The Gr'ups et Cypher in the Snow.
Sea a voyagé à travers l'Europe et l'Asie, et fait de la randonnée à travers la Turquie, tout en faisant du théâtre de rue, et en performant en tant que jongleur avec le feu au sein d'une troupe de cirque en Pologne.
Sea a exprimé qu'il n'avait jamais été conforme à son genre attribué, qu'on l'avait souvent décrit comme un "garçon manqué" et bizarre durant son enfance. Par la suite, et grâce à son implication dans la scène punk, Daniel Sea a pu s'exprimer, expérimenter et arriver à une meilleure connaissance de son genre. Il a détaillé son parcours de réflexion sur son genre dans un entretien à Drew Gregory, dans lequel il aborde un renouveau du langage permettant de mieux exprimer la complexité des identités non binaires. Il a aussi abordé son rôle dans la série The L Word, dans lequel Daniel Sea a joué le personnage de Max Sweeney, ce qui l'a aidé à débuter l'exploration de son genre.

À propos de son orientation sexuelle, Daniel Sea a expliqué que pour des raisons politiques, son identification pouvait être lesbienne, mais que dans les faits il pensait être bisexuel. À ce propos Sea a dit en 2006 : 
Mais je... ne crois pas que le genre soit simplement binaire, et je ne l'ai jamais cru, donc c'est ce qui me pousse parfois à m'identifier politiquement au lesbianisme, parce que je suis féministe, et j'ai l'impression que les femmes sont encore tellement réprimées. Je n'ai pas l'impression que nous sommes allés si loin. Mais j'ai aussi l'impression qu'il y a des gens tout le long du spectre, donc en ce sens, je me sens plus bisexuel ou juste, vous savez, ouvert.
En 2021, au cours d'un entretien avec Drew Gregory, Sea a fait son coming out trans, non binaire, "gender expansive" et queer. 

## Carrière
Après son retour d’Europe, Sea s’est installé à New York et décide de reprendre sa carrière dans le cinéma en donnant un enregistrement d’audition à une connaissance qui travaillait dans l'équipe de rédaction de The L Word. Sea a alors reçu un appel à son travail dans un restaurant à New York lui demandant de prendre l'avion pour Los Angeles pour une audition. Il lui a alors été proposé d'interpréter le rôle de Moira Sweeney, une technicienne informatique androgyne qui déménage du Midwest avec Jenny (Mia Kirshner). Au cours de la saison, Moira fait son coming out en tant qu'homme trans, adoptant le nom de Max Sweeney.
Avec sa petite amie de l'époque, Bitch, anciennement de Bitch and Animal, le couple a contribué à former un groupe appelé Bitch and the Exciting Conclusion, en plus de faire partie du groupe The Thorns of Life avec leurs amis de longue date Blake Schwarzenbach (anciennement de Jawbreaker et de Jets to Brazil) et Aaron Cometbus (de Pinhead Gunpowder et anciennement de Crimpshrine). Le groupe a fait une tournée sur la côte ouest et a joué à New York et Philadelphie de l'automne 2008 à l'hiver 2009. Outre The L Word, la filmographie de Sea comprend également les films Shortbus (2006) (avec Bitch, jouant leurs propres rôles) et Itty Bitty Titty Committee, sorti en 2007. Les deux sont également apparus dans le clip de la chanson "First Day of My Life" de Bright Eyes, réalisé par John Cameron Mitchell, avec Bitch. Le 17 février 2009, Sea a été invité dans un épisode de Law & Order : Special Victims Unit en tant qu'homme transgenre, jouant un rôle similaire à celui de Max Sweeney.
Daniel Sea a obtenu un rôle principal dans le film The Casserole Club. Le film se déroule en 1969, avec Susan Traylor, Kevin Richardson, Pleasant Gehman et Garrett Swann, et traite des relations complexes. Réalisé par le célèbre cinéaste Steve Balderson, le tournage a eu lieu à Wamego, au Kansas, à l'automne 2010.
Sea a également joué dans un projet musical sans nom avec Will Schwartz. Le deuxième spectacle a été joué au Hammer Museum de Los Angeles, en Californie, en octobre 2010.

## Filmographie

### Au cinéma
- 2006 : Shortbus
- 2007 : Itty Bitty Titty Committee
- 2009 : Don't Look Up — Tami
- 2014 : Les Vivants

### À la télévision
- 2006-2009 : The L Word — Moira/Max Sweeney
- 2009 : New York, unité spéciale — Blake, jeune homme trans